# Jean-Marie Baumel
Pour les articles homonymes, voir Baumel.
Jean-Marie Baumel (1er novembre 1911, Marseille - 2 juin 1978 Neuilly, Eure) est un sculpteur français.

## Biographie
Jean-Marie Baumel a étudié à Paris à l'École des Beaux-Arts avec Henri Bouchard. Il expose Tristesse à Paris au Salon des artistes français. A reçu une médaille d'argent en 1935 pour la composition L'Aumône, le Prix Chenavard (de) et une médaille d'or en 1936 pour une sculpture en pierre appelée Idylle, le prix Puvis de Chavannes en 1965 pour son travail sur l'entrée de l'église Notre-Dame-de-la-Salette de Paris et, en 1978, la "médaille d'honneur" pour une statue en plâtre d'un grand nu debout. En 1937, il décore l'une des façades du pavillon du Vatican pour l'Exposition universelle de 1937 avec L’Action catholique des jeunes chrétiens de différentes conditions (l'Artiste, l'Intellectuel, le Paysan et le Marin). Il poursuit sa formation à Madrid étant pensionnaire de la Casa de Velázquez de 1938 à 1939. En 1939, il a été chargé d'exécuter un monument à la mémoire du sénateur Claudius Gallet pour la ville d'Annecy dans les "Jardins de l'Europe".
Jean-Marie Baumel fait partie des membres du conseil d'administration de la société nationale des beaux-arts durant la deuxième moitié des années 1970.

## Le Havre
Après la guerre, Il travaille au Havre, avenue Foch, l'une des nombreuses zones reconstruites par Auguste Perret. La décision a été prise en 1953 d'adoucir l'apparence des bâtiments en y ajoutant des bas-reliefs par différents sculpteurs. Baumel et sa femme Marthe Schwenck ont été commandités pour exécuter deux de ces bas-reliefs, après le dépôt de maquettes. Les thèmes portaient sur les contributions historiques du Havre à la peinture et la musique; La peinture, qui représente une femme avec une palette et un pinceau et la musique qui représente un homme jouant de la lyre. Autour des reliefs sont inscrits les noms des artistes honorés, André Caplet, Henri Woollett et Pierre Maumont,  Raymond Lecourt, Othon Friesz, Pierre Beauvallet, Georges Biney et Raoul Dufy. L'ajout de ces bas-reliefs a été organisé par la Coopérative de reconstruction François Ier,. La "Maison de la Normandie ",
un  bâtiment de 1951, boulevard François Ier présente aussi des bas-reliefs par Baumel. L'un représente un guerrier normand et l'autre une femme portant un bonnet et symbolisent la Normandie. Les architectes  en étaient Alexandre Franche, Boucher et Vernot et Henri Colboc.

## Marseille, Normandie, Bourgogne et plus loin encore
De 1959 à 1964, il expose au Salon d'automne et au Salon de la jeune sculpture. Crée des bas reliefs pour l'ambassade de France à Canberra. En 1950, il a été chargé de décorer les entrées du tunnel autoroutier Saint-Antoine avec deux bas-reliefs: Marseille et la  mer Méditerranée,  en béton représentant au nord un bateau, l'abbaye de Saint-Victor et l'hôtel de ville de Marseille, et au sud une femme symbolisant la Provence, le Palais des papes et les arènes d'Arles,.  En 1956, il a travaillé sur un "Monument à la République" de Jacques Louis Robert Villeneuve à Agde, où il a remplacé la décoration d'une fontaine en bronze fondue par les Allemands en 1941 et achevé un mémorial de  la guerre de 1939-1945 pour la gare de Dieppe. Il a également sculpté une composition couvrant un groupe de baigneurs pour Bandol. Et été chargé de créer deux cariatides en bois, de six mètres de haut, pour le Palais de Justice à Abidjan et  dans le cadre du 1 % artistique, une Ronde-bosse pour le lycée de Davayé.
Il a également produit plusieurs médaillons pour la Monnaie de Paris et une sculpture calcaire à quatre faces représentant les quatre saisons pour le Lycée de Cosne-Nevers-Plagny à Challuy.
Il est également l'auteur des deux statues monumentales sur le pont Boieldieu à Rouen, rive droite, représentant des Normands appareillant un Drakkar.
Son épouse Marthe Schwenck fut également sculptrice. Un prix de la Société nationale des beaux-arts porte leur nom.

## Quelques œuvres
- Femme accroupie, sculpture, Créteil.
- Premiers pas, sculpture, Rosny-sous-Bois.
- Sculpture dans un bassin, Fontenay-sous-Bois.
- Notre-Dame du rosaire, bas relief en plâtre, Église Notre-Dame-du-Rosaire de Marseille